# Queen's Cove
 Coordenadas : formato inválido
Queen's Cove é uma comunidade localizada na província canadense de Terra Nova e Labrador. A comunidade se localiza no sul de Clarenville, também em Terra Nova e Labrador. 
Sua população era de 105 no censo canadense de 2006. 